# Sindelfingen (stacja kolejowa)
Sindelfingen – stacja kolejowa w Sindelfingen, w kraju związkowym Badenia-Wirtembergia, w Niemczech. Znajduje się tu 1 peron.